# Wierzbiny (Orzysz)
Wierzbiny  (deutsch Wiersbinnen; von 1938 bis 1945 Stollendorf) ist ein Ort im Powiat Piski (Kreis Johannisburg) in der polnischen Woiwodschaft Ermland-Masuren. Er gehört zur Gmina Orzysz (Stadt- und Landgemeinde Arys).

## Geographische Lage
Das Straßendorf  Wierzbiny liegt in der Masurischen Seenplatte im ehemaligen Ostpreußen am Südwestufer des Aryssees (polnisch Jezioro Orzysz) und am Südufer des Wiersbinner See (1938 bis 1945: Stollendorfer See, polnisch Jezioro Wierzbińskie), etwa drei Kilometer südöstlich  der Stadt Orzysz (Arys) in der östlichen Woiwodschaft Ermland-Masuren.

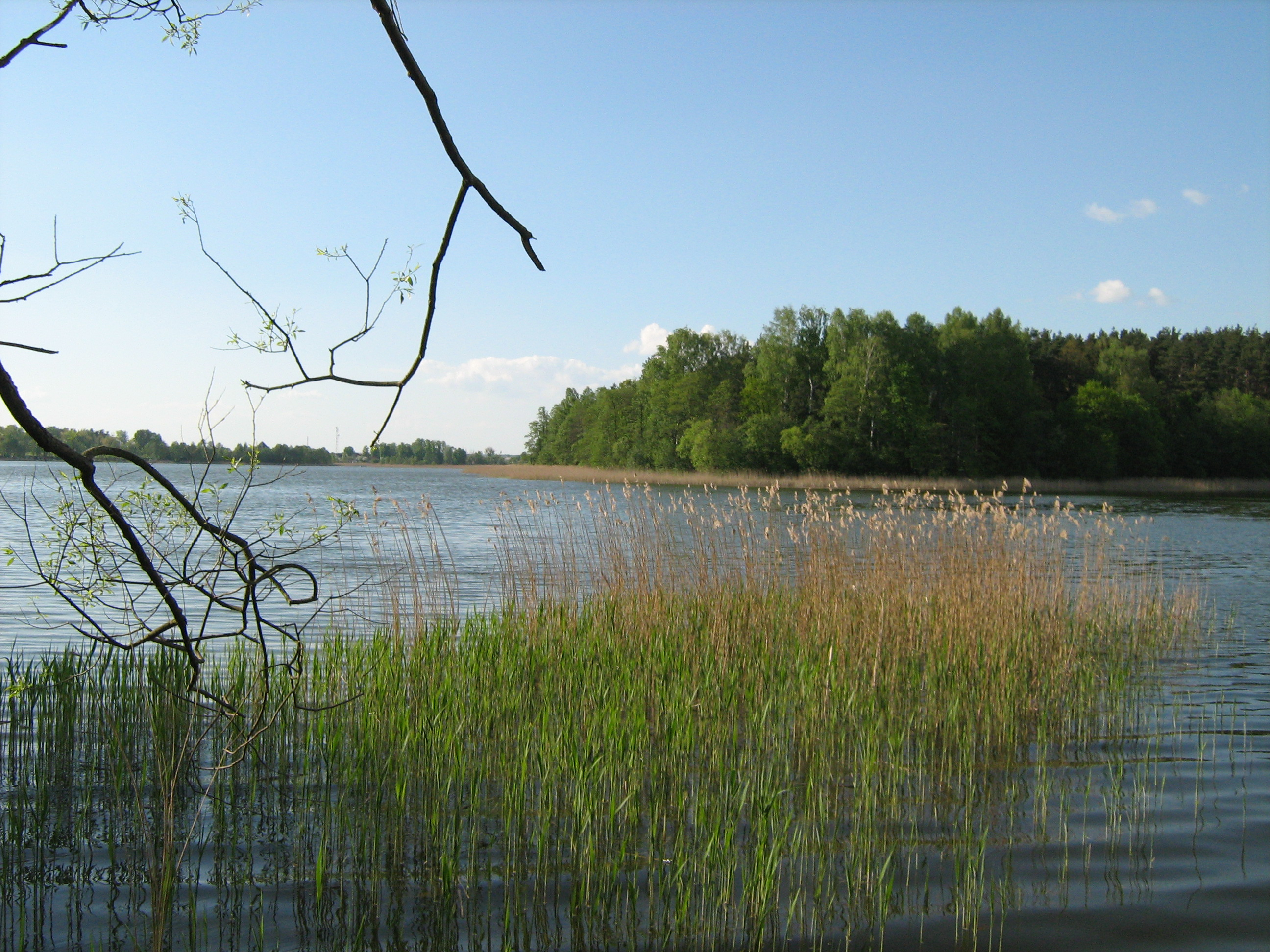
Blick auf den Jezioro Wierzbińskie (Wiersbinner/Stollendorfer See)

## Geschichte
Das vor 1785 Wyrsbynn, nach 1818 Wierzbinnen und bis 1938 Wiersbinnen genannte Dorf wurde 1467 gegründet. Im Jahr 1782 gab es in dem Dorf, das mit Kulmer Recht bewidmet war, 19 Haushaltungen (Feuerstellen).
Am 8. April 1874 wurde Wiersbinnen Amtsdorf und damit namensgebend für einen Amtsbezirk, der – 1938 in „Amtsbezirk Stollendorf“ umbenannt – zum Kreis Johannisburg im Regierungsbezirk Gumbinnen (ab 1905: Regierungsbezirk Allenstein) der preußischen Provinz Ostpreußen gehörte.
Das südliche Hinterland von Wiersbinnen gehörte zum Truppenübungsplatz Arys, den schon die kaiserliche Armee benutzte, dann die Reichswehr, die Wehrmacht und heute die polnische Armee. Die wirtschaftliche Nutzung der seenreichen Landschaft bestand im Fischfang, Torfabbau und der Forstwirtschaft - (Staatsforst).
Aufgrund der Bestimmungen des Versailler Vertrags stimmte die Bevölkerung im Abstimmungsgebiet Allenstein, zu dem Wiersbinnen gehörte, am 11. Juli 1920 über die weitere staatliche Zugehörigkeit zu Ostpreußen (und damit zu Deutschland) oder den Anschluss an Polen ab. In Wiersbinnen stimmten 480 Einwohner für den Verbleib bei Ostpreußen, auf Polen entfielen keine Stimmen.
Wiersbinnen führte diesen Namen bis 1938 und wurde dann in „Stollendorf“ umbenannt. Bei einer statistischen Übersicht der Orte des Regierungsbezirks Allenstein, Kreis Johannisburg, war der Ort Stollendorf, der im nördlichen Teil des Kreisgebiets lag, im Jahr 1938 mit 631 Einwohnern aufgeführt.
Gegen Ende des Zweiten Weltkriegs besetzte im Frühjahr 1945 die Rote Armee die Region. Bald darauf wurde das Dorf zusammen mit der südlichen Hälfte Ostpreußens unter polnische Verwaltung gestellt. Es kamen nun polnische Zivilisten ins Dorf, es erhielt den polnischen Ortsnamen „Wierzbiny“. Soweit die Einwohner nicht geflohen waren, wurden sie in der darauf folgenden Zeit größtenteils vertrieben oder später ausgesiedelt.
Wierzbiny ist heute Sitz eines Schulzenamtes (polnisch Sołectwo) und somit eine Ortschaft in der Stadt- und Landgemeinde Orzysz (Arys) im Powiat Piski (Kreis Johannisburg), bis 1998 der Woiwodschaft Suwałki, seither der Woiwodschaft Ermland-Masuren zugehörig.

### Einwohnerzahlen
- 1818: 266[10]
- 1933: 624[11]
- 1939: 632[11]

### Amtsbezirk Wiersbinnen/Stollendorf (1874–1945)
Der Amtsbezirk Wiersbinnen bestand ursprünglich aus sechs, am Ende aus fünf Dörfern:
| Name                              | Änderungsname 1938 bis 1945 | Polnischer Name | Bemerkungen                               |
| --------------------------------- | --------------------------- | --------------- | ----------------------------------------- |
| Arys-See (Gutsbezirk)             |                             |                 | 1928 nach Wiersbinnen eingegliedert       |
| Groß Schweykowen                  | Scharnhorst                 | Szwejkowo       |                                           |
| Kaminsken                         | Erlichshausen               | Kamieńskie      |                                           |
| Mittel Schweykowen                | Schweiken                   | Szwejkówko      | 1928 nach Groß Schweykowen eingegliedert  |
| Strzelnicken                      | (ab 1930:) Schützenau       | Strzelniki      |                                           |
| Wiersbinnen                       | Stollendorf                 | Wierzbiny       |                                           |
| nach 1908: Oszywilken             | (ab 1928:) Wolfsheide       | Oszczywilki     | vorher: Amtsbezirk Grondowken/Valenzinnen |
| ab 1929: Arys, Truppenübungsplatz |                             |                 |                                           |

Am 1. Januar 1945 bildeten die Dörfer Arys, Truppenübungsplatz, Erlichshausen, Schützenau, Stollendorf und Wolfsheide den Amtsbezirk Stollendorf.

## Kirche
Bis 1945 war Wiersbinnen resp. Stollendorf in die evangelische Kirche Arys in der Kirchenprovinz Ostpreußen der Kirche der Altpreußischen Union sowie in die römisch-katholische Herz-Jesu-Kirche Arys im damaligen Bistum Ermland eingepfarrt.
Heute gehören die katholischen Einwohner von Wierzbiny noch immer zu Orzysz, das heute dem Bistum Ełk der Römisch-katholischen Kirche in Polen zugeordnet ist. Die evangelischen Kirchenglieder halten sich zur Kirchengemeinde in der Kreisstadt Pisz (Johannisburg) in der Diözese Masuren der Evangelisch-Augsburgischen Kirche in Polen.

## Verkehr
Wierzbiny liegt an der bedeutenden polnischen Landesstraße 16 (einstige deutsche Reichsstraße 127), die die drei Woiwodschaften Kujawien-Pommern, Ermland-Masuren und Podlachien miteinander verbindet. Außerdem endet die von Drygały (Drygallen, 1938 bis 1945 Drigelsdorf) kommende und durch das militärische Sperrgebiet führende Nebenstraße in Wierbiny.
Die nächste Bahnstation ist die Stadt Orzysz an der – allerdings nicht mehr regulär befahrenen – Bahnstrecke Czerwonka–Ełk (Rothfließ–Lyck).